# Xã Liberty, Quận Trumbull, Ohio
Xã Liberty (tiếng Anh: Liberty Township) là một xã thuộc quận Trumbull, tiểu bang Ohio, Hoa Kỳ. Năm 2010, dân số của xã này là 21.982 người.